# Pokój (stacja kolejowa)
Pokój – zlikwidowana stacja kolejowa w miejscowości Pokój, w województwie opolskim, w powiecie namysłowskim, w gminie Pokój, w Polsce.